# Landesregierung Stelzer II
- SPÖ: 1
- GRÜNE: 1
- ÖVP: 5
- FPÖ: 2

Die Landesregierung Stelzer II ist die Oberösterreichische Landesregierung in der XXIX. Gesetzgebungsperiode seit dem 23. Oktober 2021. Sie folgte der Landesregierung Stelzer I nach. Die ÖVP Oberösterreich schloss ein Arbeitsübereinkommen mit der FPÖ Oberösterreich, auf Grund des Proporzsystems sind auch SPÖ und Grüne in der Landesregierung vertreten. Keinen Sitz haben die im Landtag vertretenen Parteien MFG und NEOS.

## Geschichte
Nach der Landtagswahl in Oberösterreich 2021 am 26. September startete die ÖVP Oberösterreich unter Landeshauptmann Thomas Stelzer Gespräche mit den anderen in den Landtag gewählten Parteien und schließlich am 5. Oktober 2021 Verhandlungen mit der FPÖ für ein Arbeitsübereinkommen. Diese Verhandlungen wurden am 19. Oktober 2021 abgeschlossen.

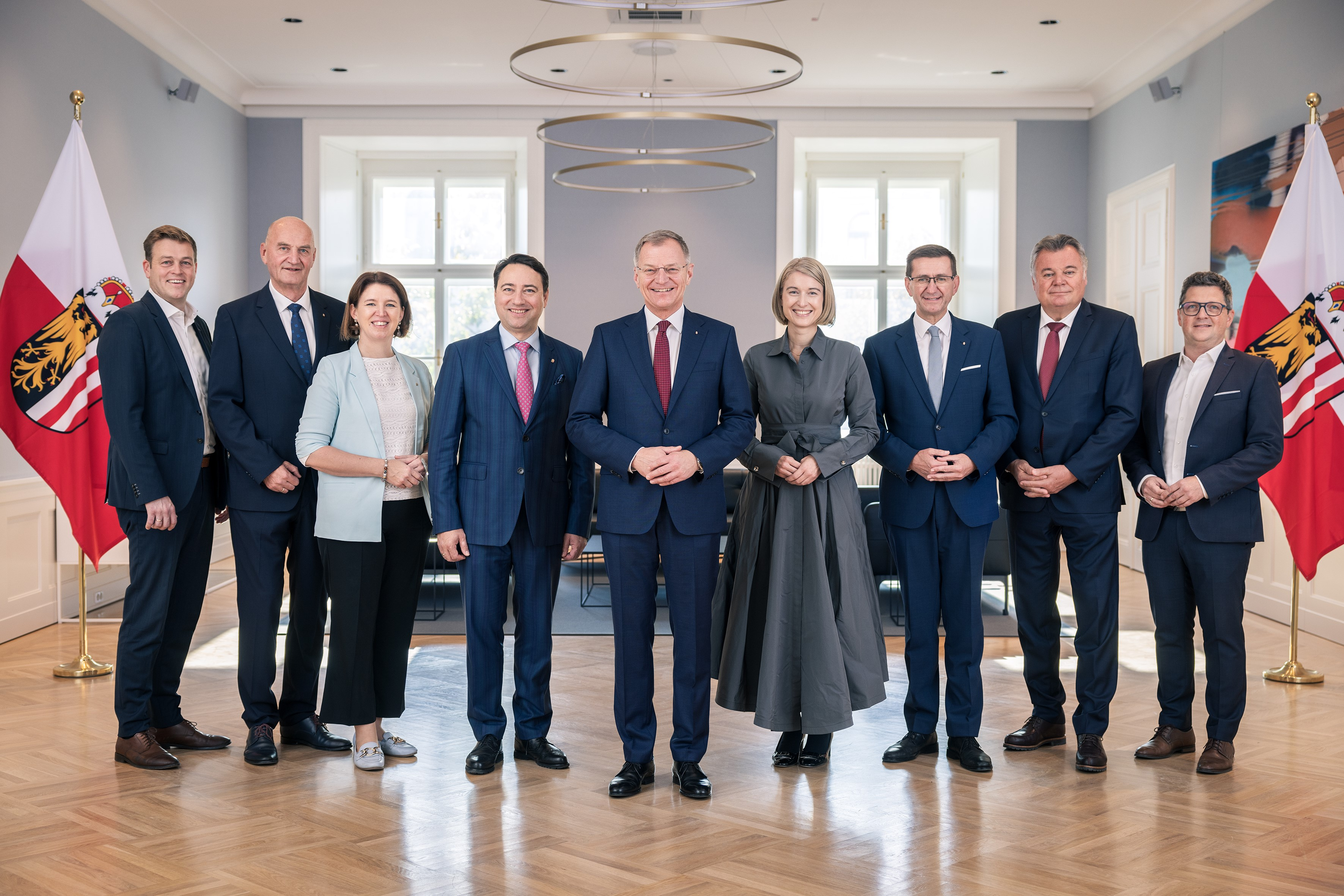
Offizielles Regierungsfoto (Oktober 2024) v. l. n. r.: Landesrat Stefan Kaineder, Landesrat Christian Dörfel, Landesrätin Michaela Langer-Weninger, Landeshauptmann-Stellvertreter Manfred Haimbuchner, Landeshauptmann Thomas Stelzer, Landeshauptmann-Stellvertreterin Christine Haberlander, Landesrat Markus Achleitner, Landesrat Günther Steinkellner, Landesrat Michael Lindner

Vom Landesparteivorstand der SPÖ Oberösterreich wurde Birgit Gerstorfer am 4. Oktober 2021 als Landesrätin bestätigt. Am 20. Oktober 2021 wurde die Zusammensetzung der Landesregierung und die Verteilung der Ressorts bekanntgegeben. Die ÖVP stellte fünf der neun Regierungsmitglieder (plus ein Sitz), die FPÖ zwei (minus ein Sitz). Seitens FPÖ behielten Landeshauptmann-Stellvertreter Manfred Haimbuchner und Landesrat Günther Steinkellner ihre Funktionen, der bisherige Landesrat Wolfgang Klinger schied aus der Landesregierung aus.
Für den bisherige Agrarlandesrat Maximilian Hiegelsberger rückte die bisherige Landwirtschaftskammerpräsidentin Michaela Langer-Weninger als Agrarlandesrätin nach. Langer-Weninger übernahm außerdem die ÖVP-Gemeindeagenden und das Feuerwehrwesen. Wolfgang Hattmannsdorfer übernahm das Sozialressort von Birgit Gerstorfer wurde für Pflege, Integration und Jugend zuständig. Gerstorfer übernahm den Tierschutz und die SPÖ-Gemeinden. Stefan Kaineder blieb Umweltlandesrat, das Zuständigkeit für Integration ging von Kaineder an Hattmannsdorfer. Die bisherigen Regierungsmitglieder Christine Haberlander und Markus Achleitner (beide ÖVP) behielten ihre bisherigen Zuständigkeiten weitgehend.
In der konstituierenden Sitzung der XXIX. Gesetzgebungsperiode am 23. Oktober 2021 wurde Thomas Stelzer mit 41 von 55 abgegebenen Stimmen zum Landeshauptmann gewählt. Die SPÖ stellte in der Sitzung einen Antrag auf Einrechnungsbeschluss, wonach der Landeshauptmann in die insgesamt neun Regierungssitze miteinzubeziehen sei. Dieser fand allerdings nicht die notwendige Mehrheit, weshalb die ÖVP mit dem Landeshauptmann und vier Landesräten über die absolute Mehrheit in der Landesregierung verfügt. Wäre der Antrag angenommen worden, hätte die SPÖ einen zweiten Regierungssitz erhalten.
Am 27. Oktober 2021 wurde Stelzer von Bundespräsident Alexander Van der Bellen angelobt. Am 10. November 2022 übernahm Michael Lindner (SPÖ) das Amt des Landesrates von Birgit Gerstorfer.
Im Juli 2024 wurde von Landeshauptmann Thomas Stelzer bekanntgegeben, dass Christian Dörfel Wolfgang Hattmannsdorfer am 24. Oktober 2024 als Sozial- und Integrationslandesrat nachfolgen soll. Nach dem Rückzug von Michael Lindner aus der Politik wurde Martin Winkler am 3. Juli 2025 als SPÖ-Landesrat angelobt.

## Regierungsmitglieder
| Amt                                                     | Bild | Name                     | Partei | Partei | Zuständigkeitsbereiche |
| ------------------------------------------------------- | ---- | ------------------------ | ------ | ------ | --- |
| Landeshauptmann                                         |      | Thomas Stelzer           |        | ÖVP    | Finanzen, Personal, Kultur |
| Landeshauptmann-Stellvertreter                          |      | Manfred Haimbuchner      |        | FPÖ    | Wohnbau, Naturschutz, Familie |
| Landeshauptmann-Stellvertreterin                        |      | Christine Haberlander    |        | ÖVP    | Bildung, Gesundheit |
| Landesrat                                               |      | Markus Achleitner        |        | ÖVP    | Wirtschaft, Tourismus, Raumordnung und Sport |
| Landesrat                                               |      | Christian Dörfel         |        | ÖVP    | Soziales, Integration, Jugend seit 24. Oktober 2024 |
| Landesrat                                               |      | Stefan Kaineder          |        | Grüne  | Umwelt |
| Landesrätin                                             |      | Michaela Langer-Weninger |        | ÖVP    | ÖVP-Gemeinden, Land- und Forstwirtschaft, Feuerwehr |
| Landesrat                                               |      | Günther Steinkellner     |        | FPÖ    | Verkehr, Straßenbau |
| Landesrat                                               |      | Martin Winkler           |        | SPÖ    | Jugendschutz, SPÖ-Gemeinden, Personenstandswesen, Verwaltungspolizei, Zivildienst und Tierschutz seit 3. Juli 2025, Nachfolger von Michael Lindner                |
| Vorzeitig ausgeschiedene Mitglieder der Landesregierung |      |                          |        |        | |
| Landesrätin                                             |      | Birgit Gerstorfer        |        | SPÖ    | Jugendschutz, SPÖ-Gemeinden, Personenstandswesen, Verwaltungspolizei, Zivildienst und Tierschutz bis 10. November 2022                                            |
| Landesrat                                               |      | Wolfgang Hattmannsdorfer |        | ÖVP    | Soziales, Integration, Jugend bis 24. Oktober 2024 |
| Landesrat                                               |      | Michael Lindner          |        | SPÖ    | Jugendschutz, SPÖ-Gemeinden, Personenstandswesen, Verwaltungspolizei, Zivildienst und Tierschutz ab 10. November 2022 bis 3. Juli 2025, Nachfolger Martin Winkler |